# L'Orient-Le Jour
L'Orient-Le Jour è un quotidiano libanese in lingua francese fondato a Beirut nel 1971.
È l'unico quotidiano francofono del Medioriente, con l'eccezione di Israele e dell'Egitto.

## Storia
Il primo numero del giornale uscì il 15 giugno 1971 in seguito alla fusione di due testate francofone preesistenti: L'Orient (nel 1924 da Gabriel Khabbaz e George Naccache) e Le Jour (fondato nel 1934 da Michel Chiha).
Durante la guerra civile libanese il giornale è stato chiuso dall'esercito siriano di occupazione per un breve periodo nel 1976 ma ha poi ripreso le pubblicazioni. Il caporedattore de L'Orient-Le Jour, Eduard Saab, fu assassinato il 16 maggio 1976.
Il giornale si occupa di politica, notizie locali e internazionali, finanza ed economia, cultura, intrattenimento e sport. La sua linea editoriale è vicina alle posizioni dell'Alleanza del 14 marzo. Secondo l'Arab Press Network, un ramo dell'Associazione mondiale della carta stampata (WAN-IFRA), è l'unico giornale francofono esistente in Libano ed è "di parte, di orientamento liberale e cristiano".
Il giornale è pubblicato dalla Société de presse et d'éditions SAL, che pubblica anche la rivista economica Le Commerce du Levant.